# Edward Linley Sambourne

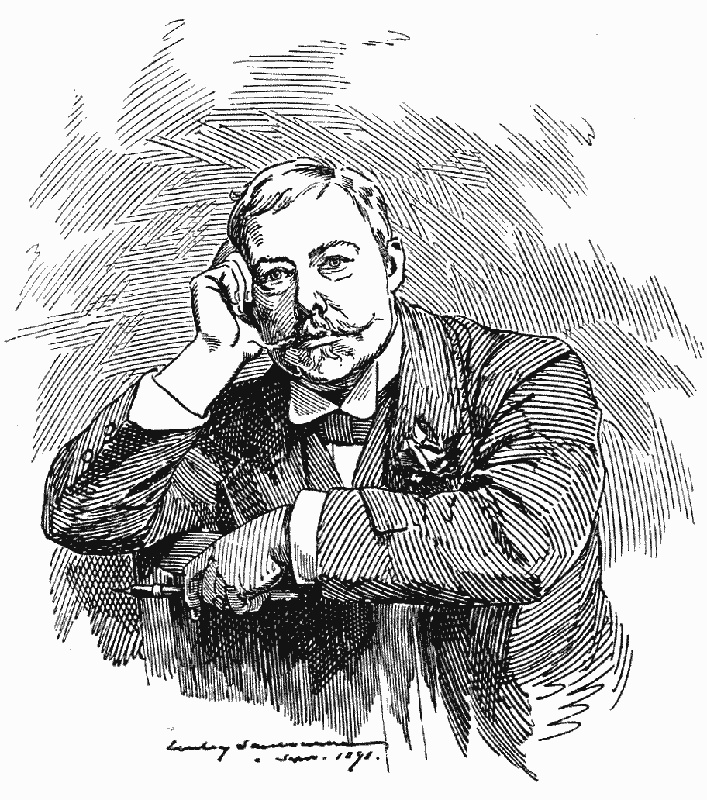
Selbstporträt von 1891

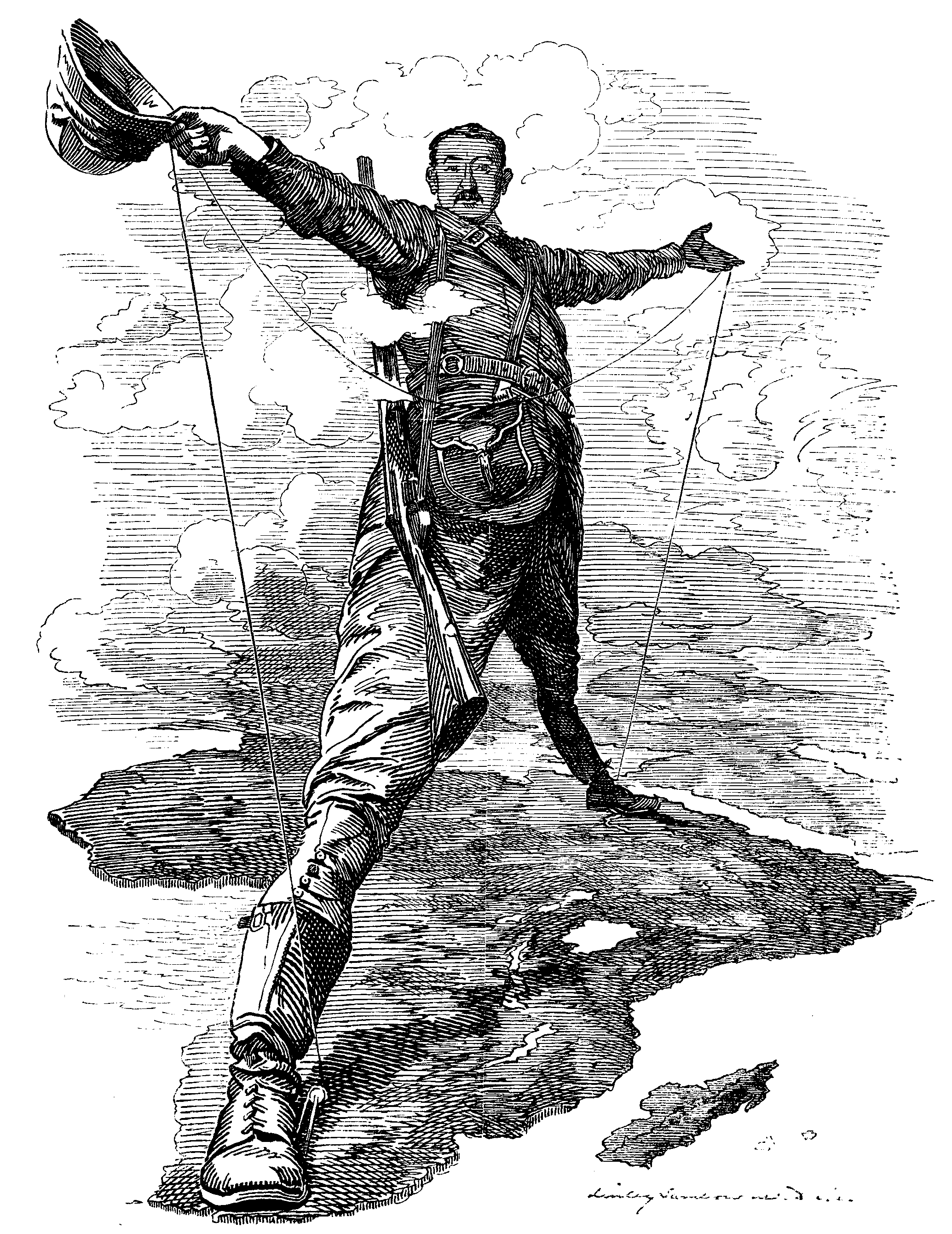
The Rhodes Colossus (1892)

Edward Linley Sambourne (* 4. Januar 1844 in London; † 3. August 1910 ebenda) war ein britischer Zeichner, Karikaturist und Illustrator.

## Leben und Wirken
Linley Sambourne war der Sohn des Kaufmanns Edward Mott Sambourne und dessen Frau Marion, einer Tochter von William Bird Herapath. Er wurde an der City of London School und am College in Chester ausgebildet. 1861, im Alter von 17 Jahren, begann er bei der Schiffsmaschinenfabrik John Penn and Sons eine Ausbildung zum Ingenieur. Anfang 1867 gelangte durch Zufall eine seiner Skizzen in die Hände von Mark Lemon, dem Herausgeber der satirischen Zeitschrift Punch. Am 27. April 1867 erschien Sambournes erste Zeichnung mit dem Titel „Pros and Cons“ in der Zeitschrift Punch. Sambourne wandte sich vollständig dem Zeichnen zu und veröffentlichte seit dieser Zeit regelmäßig Karikaturen. Er illustrierte zahlreiche Bücher, darunter die Neuauflage von Charles Kingsleys The Water-Babies aus dem Jahr 1885. 1883 war er für die Gestaltung des Diploms für die Internationale Fischereiausstellung in London verantwortlich. Seine Karikatur The Rhodes Colossus, die 1892 im Punch erschien, gilt als eine der bekanntesten politischen Karikaturen des 19. Jahrhunderts. Im April 1896 wurde Sambourne in den Athenaeum Club aufgenommen. Ab dem 1. Januar 1901 war er als Nachfolger von John Tenniel als leitender Karikaturist von The Punch tätig.

## Illustrierte Werke (Auswahl)
- Francis Cowley Burnand: The New History of Sandford and Merton. 1872
- Edward Dyne Fenton: Military men I have met. 1872
- James L. Molloy: Our autumn holiday on French rivers. 1874
- Arthur William Beckett: Our Holiday in the Scottish Highlands. 1876
- Charles Kingsley: The Water Babies. 1885

## Nachweise